# 誘導無線
誘導無線（ゆうどうむせん、inductive radio, 略称：IR）とは、無線通信における伝送手段の一種で、地下鉄や坑道などの閉鎖された場所や、ホテルやコンベンションホールなどでの同時通訳、劇場のイヤホンガイドなどに広く用いられている方式をいう。
以下、主要な用途である列車無線における説明を中心に記述する。

## 概要
線路沿いに張られた誘導線に交流電流を流し、その際誘導線から発生する交流磁界によって、車両に付けられた列車無線アンテナとの間で無線通信を行う。構造上、誘導線に流した電流を発信器に戻す必要があり、帰線と呼ばれる別の導線を必要とする。帰線は誘導線と同じような導線を用いるが、レールを帰線代わりにすることも可能であり、帰線の種類から前者を金属回路誘導無線、後者を大地帰路誘導無線と称する。つまり導体を通信線として使い決められた高周波によって通信する方法である。
空間波無線が数百MHzの周波数帯を使用する超短波などのマイクロ波を用いるのに対し、誘導無線はたいてい数百kHzの周波数帯を使用する長波を用いる。また、空間波無線はアンテナから比較的離れていても障害物が少なければ無線通信が行えるのに対し、誘導無線は誘導線から数メートルの範囲でしか無線通信を行うことができない上に、踏切事故等で誘導線が切断されると通信不能になる。一方で空間波無線は、トンネル内や地形や気象等などでは不感地帯が生じ無線通信に支障が生じる場合があるが、誘導無線では付近に誘導線があればそれらの影響を受けることなく良好に無線通信を行うことができる。また、混信の恐れが少ない長所があるものの、周波数帯が低いことにより周波数帯域幅が大きく取れないため、通信回線数を多く取れず、またシャノン＝ハートレーの定理により通信路容量が制限されることや通話の信号対雑音比があまり良くない（音質が悪い）こと、などの短所がある。他の無線通信に障害を与えないよう、漏洩を最小限にするため厳しくその基準が定められ、誘導無線は高周波利用設備としての許可を受けなければならない。
これらの理由から、一般的には地下鉄での列車無線に広く用いられているが、後に漏洩同軸ケーブルを線路沿いに張り空間波無線を運用するケースも増えてきている。特に無線のデジタル化にあたっては元来誘導無線で運用されてきた路線でも空間波無線に移行する例が多い。

## 採用例
列車用誘導無線を日本で初めて導入したのは1952年導入の阪神電気鉄道で、国際電気（現・日立国際電気）製であった。
地下鉄に採用例が多いが、地下鉄との直通運転を頻繁に行う北大阪急行電鉄の全線や近畿日本鉄道のけいはんな線などでも採用されている。
かつては地下線の区間が短く地下鉄との直通運転を行っていない相模鉄道でもこの方式が採用されていたが、デジタル空間波無線へと更新した。その他地下線を有する京王電鉄や阪神電気鉄道、京浜急行電鉄、京成電鉄、北総鉄道、長野電鉄でも採用されていたが、現在は空間波無線に変更されている。
東京地下鉄（東京メトロ）においては南北線をのぞく路線で直接結合方式を採用している。この方式は駅間においては車両の進行方向脇に設置した誘導架線と車両側面アンテナで結合（通信）を、駅構内ホーム部では線路間に敷設した2本（路線によっては3本）のケーブルを用いて車体床下にあるアンテナを使用して結合を行うものである。この誘導架線と車上アンテナの誘導結合方式を直接結合方式ともいう。また車上アンテナは約20m、床下アンテナ約10m離れており、間隔が空いても通信が可能なようにしている。
都営地下鉄（浅草線やかつての三田線）や浅草線に直通する京浜急行電鉄や京成電鉄等の各社などでは大地帰路間接結合方式を採用している。この方式は架線付近に張られた誘導線と車両上部に設置したアンテナで結合するもので、大地を帰線として用いる。これにより誘導線の数を1本にすることができる。三田線は東急目黒線への直通を機に空間波無線に変更し、さらに現在はデジタル空間波無線に更新した。浅草線系統（京浜急行電鉄・京成電鉄・北総鉄道・芝山鉄道）においてもデジタル空間波無線への更新が進行しており、京成電鉄へ片乗り入れとして直通する新京成電鉄（自社は空間波無線だが直通にあたって誘導無線を増設した）も自社用無線のデジタル空間波無線への更新時に京成電鉄の区間に対応した機器に更新され、誘導無線は廃止された。

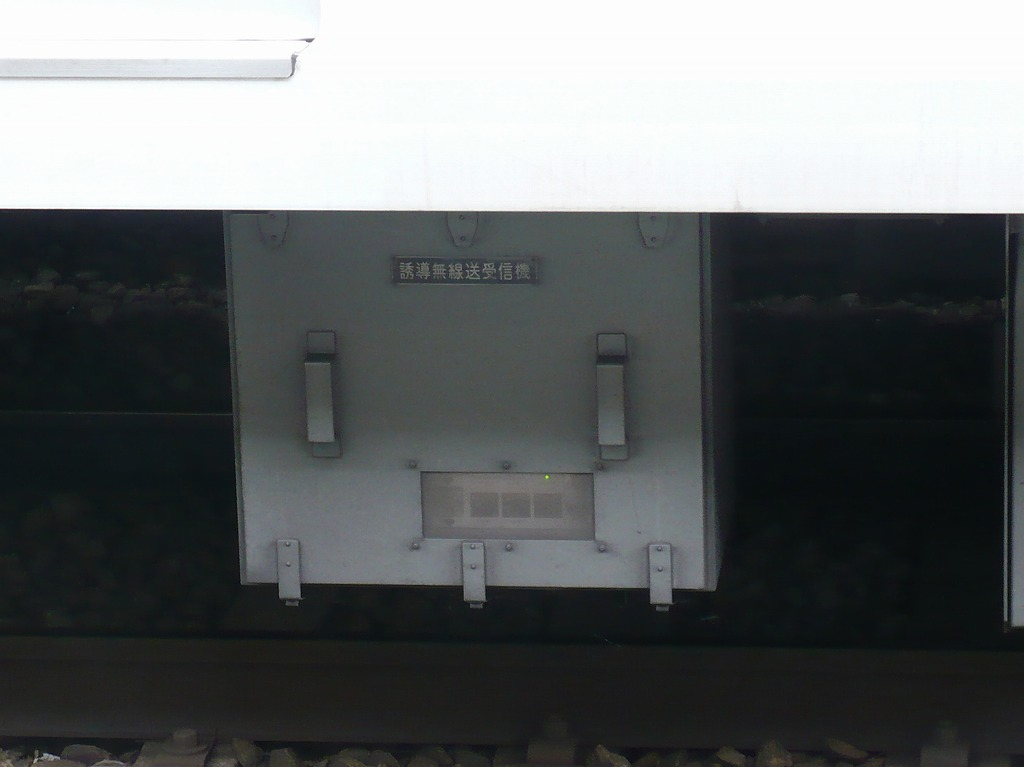
東武50050系の誘導無線送受信機本体
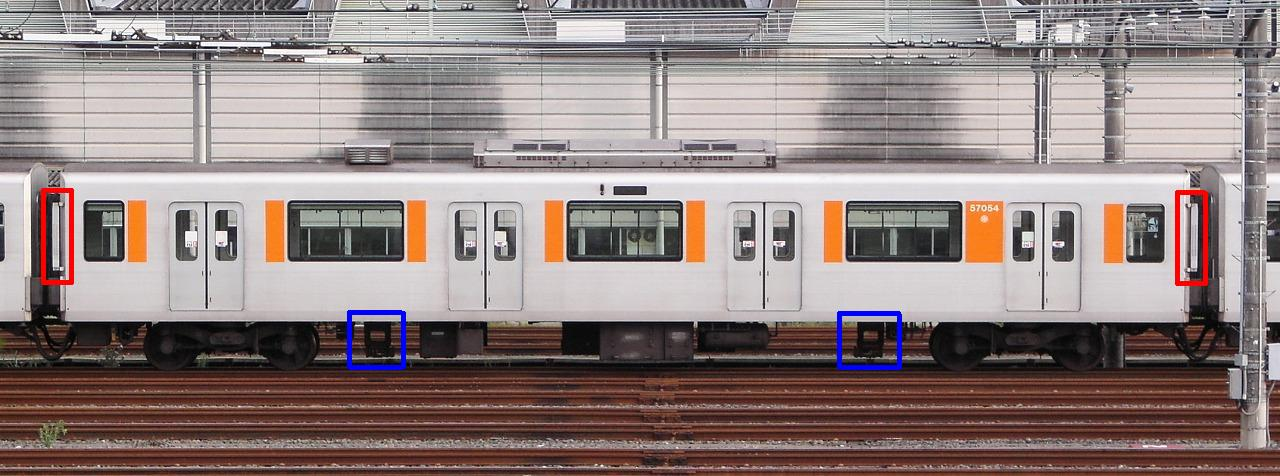
東武50050系電車の直接結合方式の誘導無線通信用アンテナ設備。赤枠は側面アンテナ、青枠は床下アンテナである
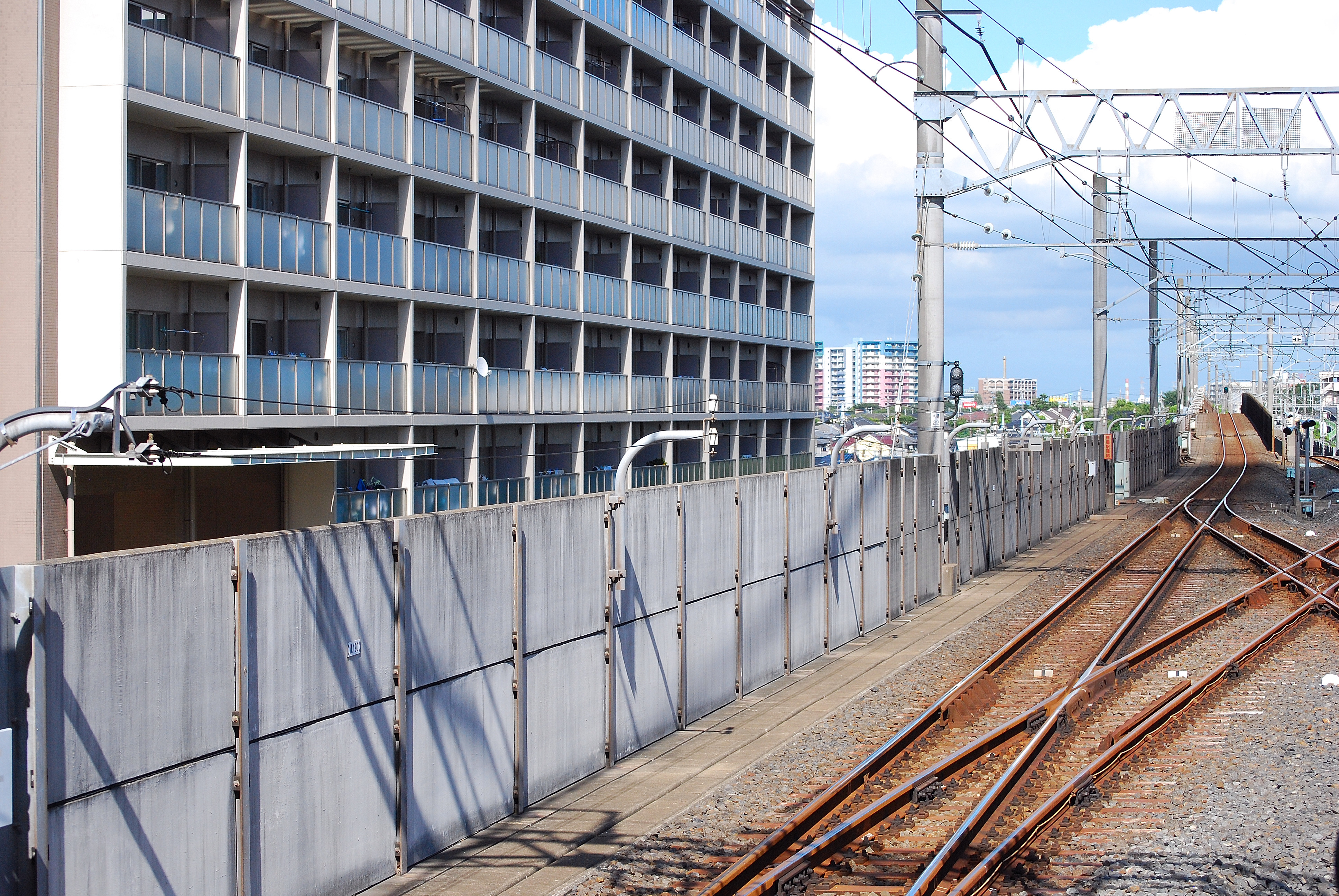
駅間での直接結合方式の誘導無線の誘導架線
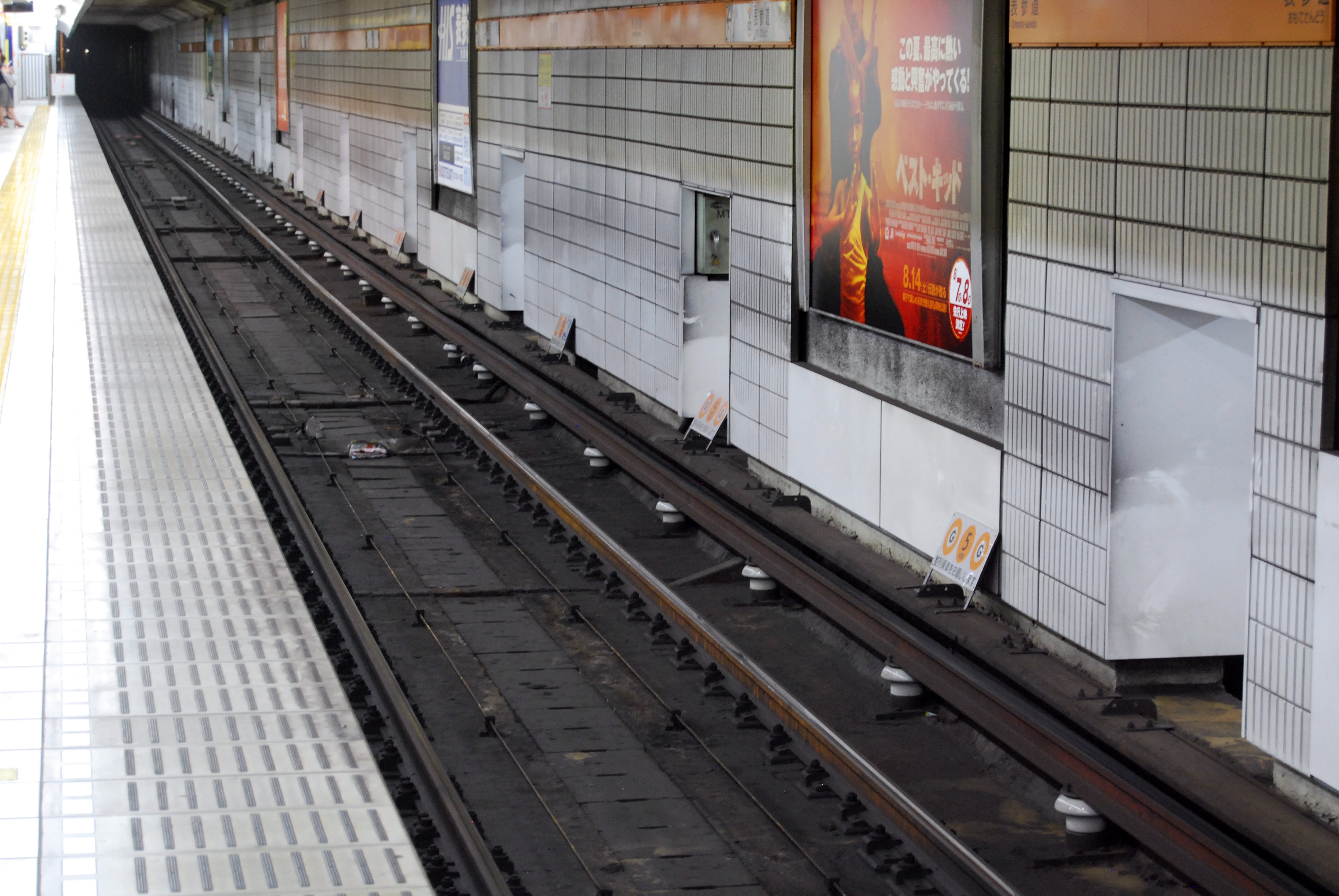
駅での直接結合方式の誘導無線の誘導架線
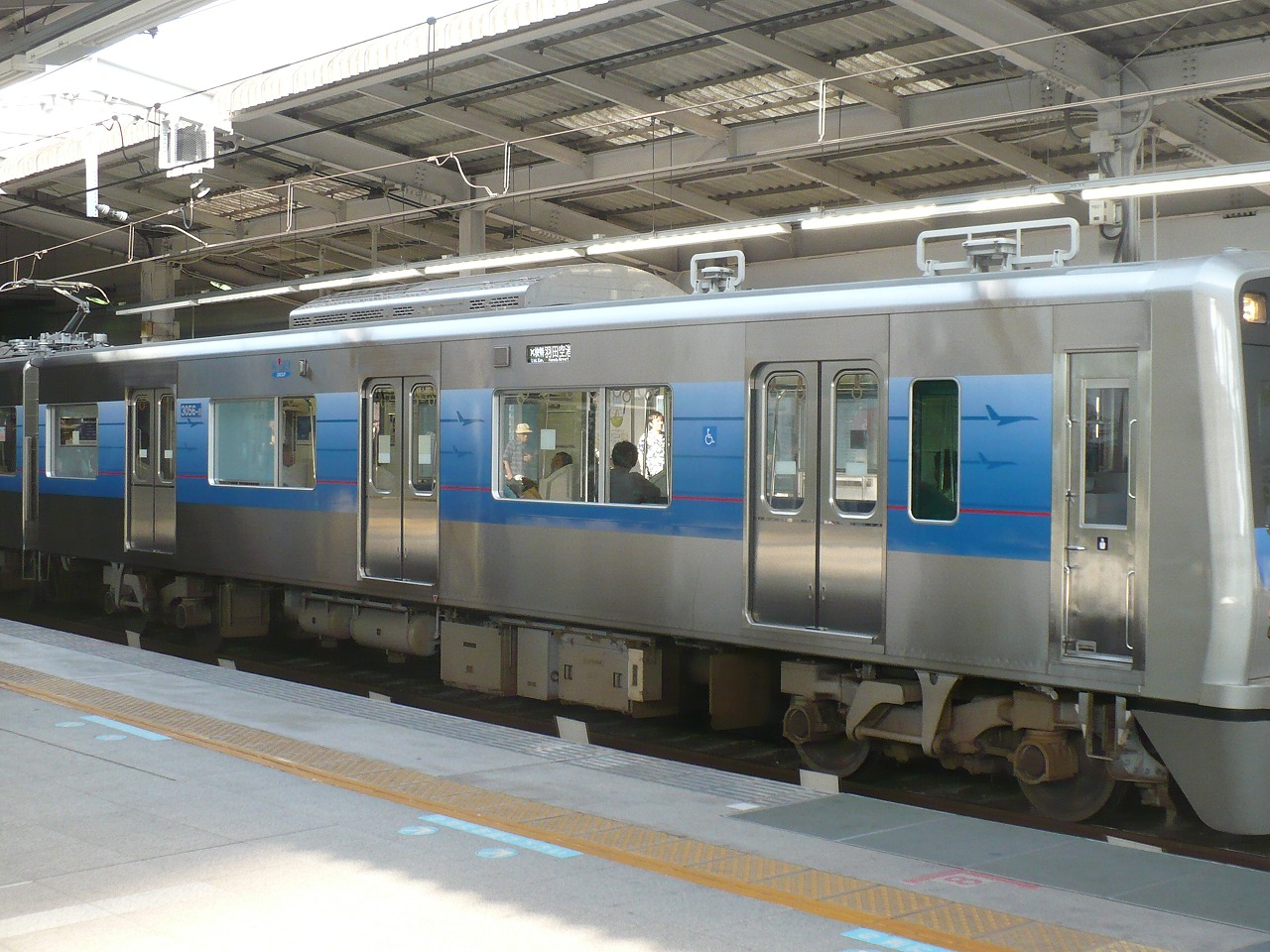
京成3050形の大地帰路間接結合方式の誘導無線アンテナ設備。 先頭の屋根上にある2つのループアンテナがそれである。
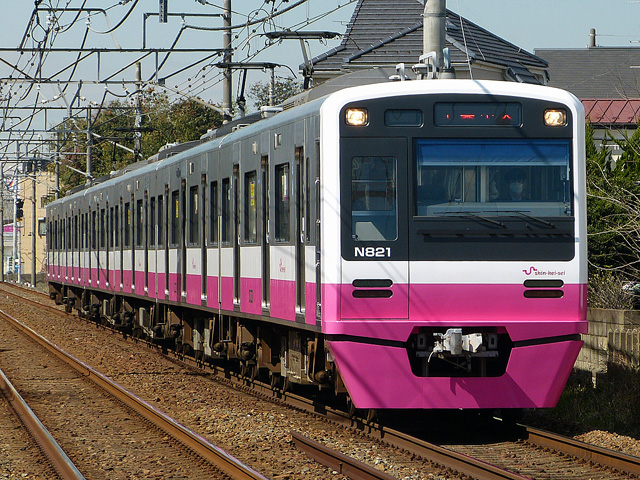
新京成N800形の大地帰路間接結合方式の誘導無線アンテナ設備と空間波無線アンテナ設備。 屋根上に自社線用の空間波無線と直通先用の誘導無線でそれぞれアンテナを装備している。

## 免許
無線局の開設は電波法により免許が必要となるが、誘導無線の場合は、電波法第100条第2項により高周波利用設備（誘導式通信設備）となり、高周波利用設備許可状が必要になる。
電波法上の無線局ではなく、高周波利用設備とされるため、運用に際して無線従事者免許は必要ない。